# راتكيس ملك اللومبارد
راتكيس كان دوق فريولي (739-744)، وملك اللومبارد (744-749). كان والده دوق بيمو وكانت زوجته الرومانية تاسيا. حكم في سلام حتى حاصر بيرودجا لأسباب غير معروفة. أقنعه البابا زاكاري برفع الحصار والتخلي عن العرش وأن يدخل مع عائلته دير مونتي كاسينو. بعد وفاة أيستولف عام 756 حاول مرة أخرى حكم اللومبارد، ولكنه هزم من قبل ديسيديريوس وتقاعد في الدير.